# Seneb
Seneb (fl. 2528-2520 a.C) è stato un sacerdote e funzionario egizio affetto da nanismo.

## Etimologia del nome
Il nome Seneb significa "sano" - forse dato da sua madre come nome augurale. Molti egiziani, infatti, portavano nomi simili, non per indicare un'assenza di malattia, ma come augurio di salubrità e vigore.

## Biografia
La carriera di Seneb è nota grazie alle iscrizioni della sua falsa porta e dei piedistalli delle sue statue, che registrano venti titoli tra i quali: "amato dal signore [re]", "sovrintendente della tessitura nel palazzo", "sovrintendente dei nani" (presumibilmente indicando che ce ne furono altri nel palazzo), "sovrintendente dell'equipaggio della nave ks" (riferito a una nave cerimoniale o di culto), "sovrintendente del jwḥw " (probabilmente riferito a gare per animali), e "custode del sigillo di Dio della barca Wn-ḥr-b3w" (riferendosi ad una corteccia di papiro usata in certe feste). 
I suoi titoli suggeriscono che avrebbe potuto iniziare la sua carriera come funzionario responsabile della biancheria reale e possibilmente anche gli animali domestici, un ruolo che anche altri nani svolsero, e successivamente guadagnato posti di rango superiore incaricati di barche reali o di culto. In alternativa, avrebbe potuto essere nato in una famiglia di alto rango e potrebbe aver ricevere ruoli appropriati per le sue nobili origini. Seneb svolse anche riti religiosi nel suo duplice ruolo di sacerdote, infatti era "Sacerdote di Wadjet", sacerdote del "grande toro che è alla testa di Sṯpt" e del toro Mrḥw e partecipò ai riti funebri per i faraoni Cheope e il suo successore Djedefra. Sua moglie Senetites, una donna di statura normale, era una sacerdotessa, al servizio delle dee Hathor e Neith, ed ebbe da lei tre figli: Radjedef-Ankh, Awib-Khufu e Smeret-Radjedef, probabilmente anche loro affetti da nanismo.

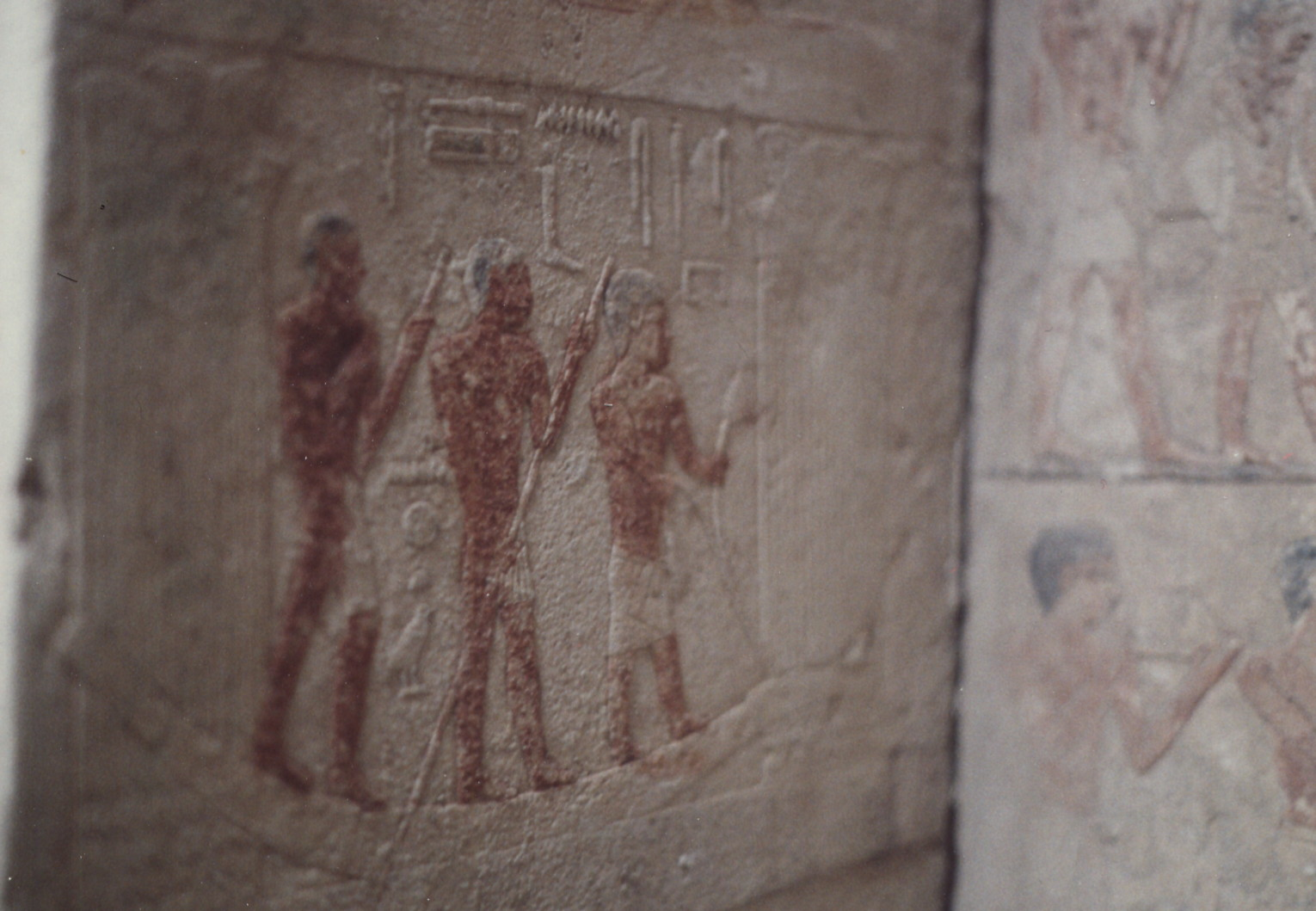
Seneb su una barca. Particolare della falsa porta.

I rilievi e la falsa porta della sua tomba testimoniano la sua ricchezza e il suo potere. Seneb è descritto come proprietario di diverse migliaia di bovini e viene mostrato in varie scene della vita domestica - trasportato in una cucciolata, navigando su una barca nel delta del Nilo o ricevendo i suoi figli. La falsa porta mostra Seneb che svolge le normali attività di cortigiano di alto rango, come ispezionare la sua biancheria e il bestiame, ricevere resoconti e sorvegliare i suoi servitori. Viene mostrato con un kilt e una veste sacerdotale di pelle di pantera, e porta simboli del suo ufficio come uno scettro e un bastone. Un rilievo lo mostra accompagnato da due cani da compagnia, ognuno con un nome con didascalia. Viene inoltre raffigurato mentre è seduto su sgabelli bassi e una lettiera appositamente adattata con schienale basso e grandi pannelli laterali per nascondere le gambe.
Come per la scultura, Seneb viene raffigurato più grande dei suoi servitori, anche se questo era chiaramente l'opposto nella realtà, ma con le caratteristiche fisiche di un nano. Insolitamente nel rilievo, sua moglie non è raffigurata accanto a lui ma appare separatamente, probabilmente per evitare le complicanze che sarebbero derivate dal dover rappresentare realisticamente le dimensioni del marito. Seneb non viene mostrasto in attività tipiche maschili come la caccia, che era presumibilmente poco pratico per la sua statura, anche se un rilievo lo mostra tirare su delle canne di papiro per guidare la sua barca attraverso le paludi del delta del Nilo.

### Morte
Seneb fu sepolto in una mastaba situata nel Campo Occidentale della Necropoli di Giza, riscoperta dall'archeologo tedesco Hermann Junker nel 1926. La tomba è situata vicino a quella di un altro nano, Perniankhu, un cortigiano reale di alto rango che potrebbe essere stato il padre di Seneb. 
Il nome di sua moglie appare anche nella vicina tomba di un funzionario, Ankh-ib, suggerendo che le famiglie di Seneb, Perniankhu e Ankh-ib potrebbero essere state imparentate. Seneb fu sepolto apparentemente con sua moglie, ma non rimane traccia dei corpi, e la tomba fu saccheggiata molto tempo fa, come la maggior parte degli altri a Giza. Fu uno dei primi tentativi noti di costruire una cupola a soffitto su una camera quadrata, con la cupola appoggiata su mattoni sporgenti agli angoli della stanza.
L'interno rettangolare della mastaba di Seneb conteneva due nicchie di culto con una falsa porta e cavità contenenti casse di pietra. Tre statue sono state trovate all'interno dei forzieri - la scultura in pietra calcarea dipinta di Seneb e della sua famiglia e altre due statue in legno e granito. Il legno si disintegrò quando fu scoperto, ma Junker registrò che era alto circa 30 cm e raffigurava Seneb in piedi con un bastone da passeggio in una mano e uno scettro nell'altra. 
I resti della statua di legno sono ora nel Museo di Roemer - und Pelizaeus Hildesheim in Germania, in uno stato molto frammentario; il contorno di una parrucca arricciata può ancora essere visto, così come la posa del braccio sinistro, che è stato tenuto in avanti al gomito. Il sarcofago da 1,5 tonnellate di Seneb fa parte della collezione del Museo Egizio dell'Università di Lipsia.